# Triunghiul armonic al lui Leibniz
În matematică triunghiul armonic al lui Leibniz este un tablou triunghiular de fracții unitare în care diagonalele exterioare constau din inversele⁠(d) unor numere întregi și fiecare element din tablou este elementul de deasupra din stânga minus elementul din stânga. Algebric, L(r, 1) = 1/r (unde r este numărul rândului, începând de la 1, c este numărul coloanei, care nu este mai mare decât r), iar L(r, c) = L(r − 1, c − 1) − L(r , c − 1).

## Valori
Primele opt rânduri din tablou sunt:
| {\displaystyle {\begin{array}{cccccccccccccccccc}&&&&&&&&&1&&&&&&&&\\&&&&&&&&{\frac {1}{2}}&&{\frac {1}{2}}&&&&&&&\\&&&&&&&{\frac {1}{3}}&&{\frac {1}{6}}&&{\frac {1}{3}}&&&&&&\\&&&&&&{\frac {1}{4}}&&{\frac {1}{12}}&&{\frac {1}{12}}&&{\frac {1}{4}}&&&&&\\&&&&&{\frac {1}{5}}&&{\frac {1}{20}}&&{\frac {1}{30}}&&{\frac {1}{20}}&&{\frac {1}{5}}&&&&\\&&&&{\frac {1}{6}}&&{\frac {1}{30}}&&{\frac {1}{60}}&&{\frac {1}{60}}&&{\frac {1}{30}}&&{\frac {1}{6}}&&&\\&&&{\frac {1}{7}}&&{\frac {1}{42}}&&{\frac {1}{105}}&&{\frac {1}{140}}&&{\frac {1}{105}}&&{\frac {1}{42}}&&{\frac {1}{7}}&&\\&&{\frac {1}{8}}&&{\frac {1}{56}}&&{\frac {1}{168}}&&{\frac {1}{280}}&&{\frac {1}{280}}&&{\frac {1}{168}}&&{\frac {1}{56}}&&{\frac {1}{8}}&\\&&&&&\vdots &&&&\vdots &&&&\vdots &&&&\\\end{array}}} |

Numărătorii fracțiilor sunt 1, iar numitorii sunt cei din șirul OEIS A003506.

## Termenii
Termenii sunt dați de relația de recurență
{\displaystyle a_{n,1}={\frac {1}{n}},}
{\displaystyle a_{n,k}={\frac {1}{n{\binom {n-1}{k-1}}}},}
și explicit de
{\displaystyle a_{n,k}={\frac {1}{{\binom {n}{k}}k}}}
unde {\displaystyle {\binom {n}{k}}} este coeficientul binomial.

## Relația cu triunghiul lui Pascal
În timp ce fiecare termen din triunghiul lui Pascal este suma celor doi termeni din rândul de deasupra, fiecare termen din triunghiul lui Leibniz este suma celor doi termeni din rândul de dedesubt. De exemplu, în al 5-lea rând, termenul (1/30) este suma celor doi (1/60) din al 6-lea rând.
Așa cum triunghiul lui Pascal poate fi calculat utilizând coeficienți binomiali, la fel și triunghiul lui Leibniz poate fi: {\displaystyle L(r,c)={\frac {1}{r{r-1 \choose c-1}}}}. În plus, termenii acestui triunghi pot fi calculați din triunghiul lui Pascal: „Termenii din fiecare rând sunt termenul inițial împărțit la termenii corespunzători din triunghiul lui Pascal”.  De fapt, fiecare diagonală este legată de diagonalele corespunzătoare din triunghiul lui Pascal: prima diagonală Leibniz este formată din 1/(1x numere naturale), a doua din 1/(2x numere triunghiulare), a treia din 1/(3x numere tetraedrice) etc.
Mai mult, fiecare termen din triunghiul armonic este egal cu inversul termenului respectiv din triunghiul lui Pascal înmulțit cu inversul rândului respectiv, {\displaystyle r} {\displaystyle h_{(r,c)}={\frac {1}{p_{(r,c)}}}\times {\frac {1}{r}},} unde {\displaystyle h_{(r,c)}} este termenul din triunghiul armonic și {\displaystyle p_{(r,c)}} este termenul respectiv din triunghiul lui Pascal.

## Serii infinite
Suma infinită a tuturor termenilor din orice diagonală este egală cu primul termen din diagonala anterioară, adică {\displaystyle \sum _{r=c}^{\infty }L(r,c)=L(c-1,c-1)} deoarece recurența poate fi folosită pentru a telescopa seria ca
{\displaystyle \sum _{r=c}^{\infty }L(r,c)=\sum _{r=c}^{\infty }L(r-1,c-1)-L(r,c-1)=L(c-1,c-1)-{\cancelto {0}{L(\infty ,c-1)}}}
unde {\displaystyle L(\infty ,c-1)=\lim _{r\to \infty }L(r,c-1)=\lim _{r\to \infty }{\frac {1}{r{r-1 \choose c-2}}}=0}.
| {\displaystyle {\begin{array}{cccccccccccccccccc}&&&&&&{\color {red}1}&&&&&&\\&&&&&{\frac {1}{2}}&&{\color {blue}{\frac {1}{2}}}&&&&\\&&&&{\frac {1}{3}}&&{\color {blue}{\frac {1}{6}}}&&{\frac {1}{3}}&&&\\&&&{\frac {1}{4}}&&{\color {blue}{\frac {1}{12}}}&&{\frac {1}{12}}&&{\color {red}{\frac {1}{4}}}&&\\&&{\frac {1}{5}}&&{\color {blue}{\frac {1}{20}}}&&{\frac {1}{30}}&&{\frac {1}{20}}&&{\color {blue}{\frac {1}{5}}}&\\&{\frac {1}{6}}&&{\color {blue}{\frac {1}{30}}}&&{\frac {1}{60}}&&{\frac {1}{60}}&&{\color {blue}{\frac {1}{30}}}&&{\frac {1}{6}}\\&&&&\vdots &&&&\vdots &&&\\\end{array}}} |

De exemplu,
{\displaystyle {\color {blue}{\frac {1}{2}}+{\frac {1}{6}}+{\frac {1}{12}}+...}={\frac {1}{1}}-{\frac {1}{2}}+{\frac {1}{2}}-{\frac {1}{3}}+{\frac {1}{3}}-{\frac {1}{4}}+...={\color {red}1}}
{\displaystyle {\color {blue}{\frac {1}{5}}+{\frac {1}{30}}+{\frac {1}{105}}+...}={\frac {1}{4}}-{\frac {1}{20}}+{\frac {1}{20}}-{\frac {1}{60}}+{\frac {1}{60}}-{\frac {1}{140}}+...={\color {red}{\frac {1}{4}}}}
Înlocuind formula pentru coeficienți se obține seria infinită {\displaystyle \sum _{r=c}^{\infty }{\frac {1}{r{r-1 \choose c-1}}}={\frac {1}{c-1}}.} Primul exemplu dat aici a apărut inițial în lucrarea lui Leibniz din jurul anului 1694.

## Proprietăți
Dacă se iau numitorii celui de al n-lea rând și se adună, atunci rezultatul va fi egal cu {\displaystyle n2^{n-1}.} De exemplu, pentru al 3-lea rând, 3 + 6 + 3 = 12 = 3×22.
Termenul {\displaystyle L(r,c)} se poate calcul și din integrala:
{\displaystyle L(r,c)=\int _{0}^{1}\!x^{c-1}(1-x)^{r-c}\,dx.}